# Потік керування
В інформатиці, потік керування (англ. control flow, англ. flow of control) вказує на порядок в якому окремі команди, інструкції, або виклики підпрограм імперативної або декларативної програми виконуються або обчислюються.
Типи операцій потоку керування підтримувані різними мовами різняться, але можуть бути категоризовані за своїм ефектом:
- продовження на іншій інструкції (безумовний перехід - jump або goto),
- виконання набору інструкцій тільки якщо виконується певна умова (інструкція вибору та умовний перехід),
- виконання набору операторів нуль або більше разів, до виконання певної умови (цикли, та команди переходу)
- виконання відокремленого набору інструкцій, після чого потік керування зазвичай повертається (підпрограми, Співпрограми та продовження),
- зупинка програми, запобігання будь-якому подальшому виконанню (безумовна зупинка).